# Gnophos tatrensis
Gnophos tatrensis là một loài bướm đêm trong họ Geometridae.